# Club Atlético River Plate 1914
Questa voce raccoglie le informazioni riguardanti il Club Atlético River Plate nelle competizioni ufficiali della stagione 1914.

## Stagione
La Copa Campeonato vide il River giungere al quinto posto. Il torneo fu breve (12 gare) e fu vinto dal Racing; il River Plate vinse le prime quattro partite, perdendone poi altrettante di seguito, perdendo dunque il contatto con le prime classificate. Il club registrò la terza miglior difesa del campionato, con 12 reti subite. Nella stessa stagione la squadra vinse la Copa de Competencia Jockey Club, battendo gli uruguaiani del Bristol de Montevideo con gol di Luis Gianetto.

## Maglie e sponsor
| Casa |

## Rosa
| N. |                      | Ruolo | Calciatore        |
| -- | -------------------- | ----- | ----------------- |
|    | Argentina (bandiera) | P     | J. Alessi         |
|    | Argentina (bandiera) | P     | Carlos Ísola      |
|    | Argentina (bandiera) | D     | Pedro Calneggia   |
|    | Argentina (bandiera) | D     | Arturo Chiappe    |
|    | Argentina (bandiera) | D     | Claudio Leiva     |
|    | Argentina (bandiera) | D     | A. Thompson       |
|    | Argentina (bandiera) | C     | Alfredo Elli      |
|    | Argentina (bandiera) | C     | Cándido García    |
|    | Argentina (bandiera) | C     | Agustín Lanata    |
|    | Argentina (bandiera) | C     | Atilio Peruzzi    |
|    | Argentina (bandiera) | C     | Heriberto Simmons |

| N. |                      | Ruolo | Calciatore            |
| -- | -------------------- | ----- | --------------------- |
|    | Argentina (bandiera) | C     | A. Trillo             |
|    | Argentina (bandiera) | A     | Antonio Ameal Pereyra |
|    | Argentina (bandiera) | A     | P. Cipresini          |
|    | Argentina (bandiera) | A     | Roberto Fraga Patrao  |
|    | Argentina (bandiera) | A     | Enrique Gainzarain    |
|    | Argentina (bandiera) | A     | Luis Gianetto         |
|    | Argentina (bandiera) | A     | Alfredo Martín        |
|    | Argentina (bandiera) | A     | Antonio Martínez      |
|    | Argentina (bandiera) | A     | Alberto Panney        |
|    | Argentina (bandiera) | A     | Armando Risso         |
|    | Argentina (bandiera) | A     | Juan Sevesi           |

## Statistiche

### Statistiche di squadra
| Competizione    | Punti | Totale | Totale | Totale | Totale | Totale | Totale | DR |
| Competizione    | Punti | G      | V      | N      | P      | Gf     | Gs     | DR |
| --------------- | ----- | ------ | ------ | ------ | ------ | ------ | ------ | -- |
| Copa Campeonato | 12    | 14     | 6      | 2      | 4      | 15     | 12     | +3 |
| Totale          | -     |        |        |        |        |        |        | -  |